# Grow!
Grow! (Eigenschreibweise: grow!) ist die älteste deutschsprachige Zeitschrift zum Thema Cannabis, sowohl als Rausch- als auch als Heilmittel, und erscheint alle zwei Monate.

## Vertrieb
Vertrieben wird Grow über Zeitungskioske, Bahnhofsbuchhandlungen und szenenahe Fachgeschäfte wie Headshops und Zeitungsverteiler. Das Verbreitungsgebiet ist neben Deutschland auch die Schweiz, Österreich, die Balearen und die Benelux-Länder. Herausgeber ist die Hanf Verlag Darmstadt GmbH in Liebenau.
Die meisten Artikel der Zeitschrift beschäftigen sich mit dem Thema Cannabis und der Legalisierung des Cannabiskonsums, daneben finden sich aber auch Berichte über aktuelle politische Ereignisse, Musik und Freizeitkultur. Auch über andere Drogen wird aufgeklärt.

## Geschichte
Anfang der neunziger Jahre erlebte die Debatte um den Gebrauch von Hanf eine Renaissance, insbesondere durch das sogenannte „Haschisch-Urteil“ des deutschen Bundesverfassungsgerichts von 1994. Das Verfahren basierte auf einer Verfassungsbeschwerde des Lübecker Landgerichts. Das BVerfG sprach sich zwar gegen die generelle Freigabe von Cannabis als Rauschmittel aus, forderte aber die Straffreiheit für den Besitz von geringen Mengen.
1994 wurde die Hanf AG von Studenten in Darmstadt gegründet, um mit Flugblättern und diversen Veranstaltungen, wie Partys, Ausstellungen, Vorträge und Diskussionsplattformen, über den Gebrauch von Cannabis aufzuklären und Vorurteile abzubauen. Bereits im Mai 1994 bereitete die Hanf AG eine Großveranstaltung in Darmstadt unter dem Titel „Cannabis Weekend“ vor; es sollten Konzerte und Partys mit Ausstellungen, Vorträgen und Diskussionen verbunden werden. Kurz vor dem geplanten Termin erteilte der Darmstädter Oberbürgermeister allerdings ein Verbot, was einen großen Polizeieinsatz zur Folge hatte, da hunderte von Festivalbesuchern trotzdem anreisten.
Zu diesem Zeitpunkt wurden bereits monatlich kostenlose Rundbriefe (in Form von vier DIN A5 Seiten) verteilt und an hunderte Abonnenten verschickt. Da es 1994 nur ein Hanfmagazin, den BTM-Kurier mit einer Auflage von 5000 Exemplaren, zu kaufen gab, lag es nahe, daraus ein Magazin zu machen, um ein Medium für Hanfkonsumenten bereitzustellen. Sechs Personen, darunter Bela B. von Die Ärzte, gründeten die Hanf Verlag Darmstadt GmbH. In der Anfangszeit wurden die Heftumschläge des Magazins noch auf Hanfpapier gedruckt, um Hanfpapierfirmen zu fördern; dies war aber wirtschaftlich nicht tragbar, da sich die Kosten auf ein Vierfaches von vergleichbarem holzhaltigen Papier beliefen.
Fast zeitgleich mit der Erstauflage von 60.000 Stück der ersten Ausgabe von Grow im März 1995 erschien das „Hanf!“-Magazin am Kiosk. Hanf! wurde Ende 2002 eingestellt, nachdem gegen den Herausgeber in der Schweiz ermittelt wurde und er in Untersuchungshaft saß.
Die ersten Grow-Magazine wurden veröffentlicht, bis Ende 1996 ein Verfahren vor der Bundesprüfstelle für jugendgefährdende Schriften eröffnet wurde, mit dem Vorwurf, die Zeitschrift würde Jugendliche zum Drogenkonsum animieren und Drogen verharmlosen. Es drohte die Indizierung des Magazins und das Verbot des öffentlichen Verkaufs. Drogenexperten nahmen Stellung zu Grow und seinen möglichen Auswirkungen. Radiosender, Zeitungsredaktionen und Fernsehsender wurden auf das Verfahren aufmerksam und berichteten. Schließlich wurden sämtliche Indizierungsanträge abgelehnt.
2005 wurde vom Jugendamt Jena erneut die Indizierung vor der Bundesprüfstelle beantragt, da – so der Vorwurf – der Konsum von Cannabis in der Zeitschrift verherrlicht würde. Der Verbotsantrag wurde zwar abgelehnt, die Grow-Redaktion erhielt allerdings die Auflage, mehr auf jugendgefährdende Inhalte in Leserbriefen und Kontaktanzeigen zu achten.